# Lorenzo Fluxá

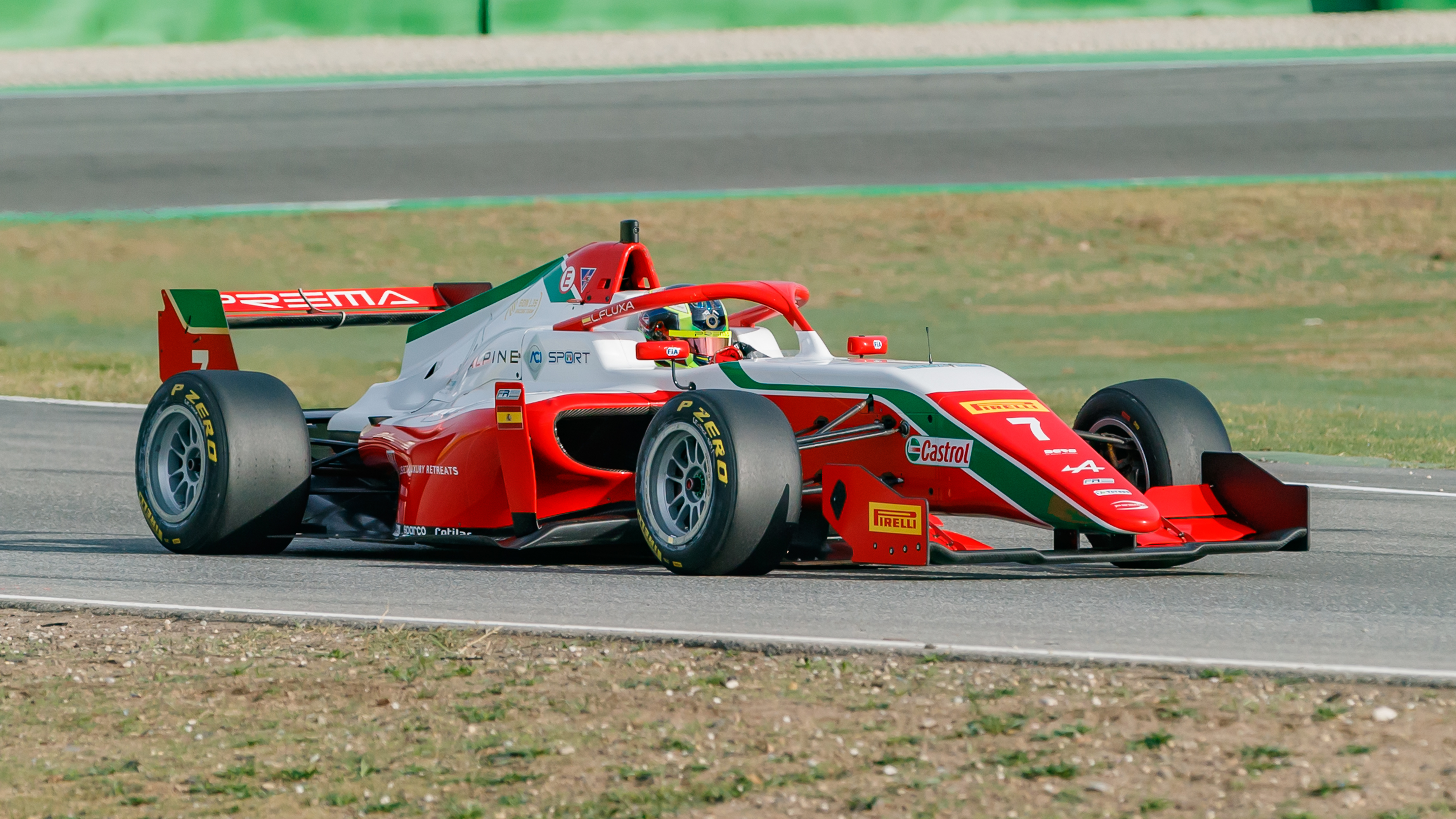
Lorenzo Fluxá 2003 in der Formula Regional European Championship

Lorenzo James Fluxá Cross (* 23. November 2004 in Palma) ist ein spanischer Autorennfahrer.

## Familie
Lorenzo Fluxá  entstammt einer vermögenden spanischen Familie in deren Besitz sich unter anderem der Reiseveranstalter Iberostar und der Schuhhersteller Camper befinden.

## Karriere als Rennfahrer
Wie fast alle Fahrerkollegen seiner Generation begann Lorenzo Fluxá seine Karriere im Kartsport. Ab der Rennsaison 2020 fuhr er Monopostorennen, zuerst in der Formel 4, wo er 2020 in der spanischen Meisterschaft den sechsten Endrang erreichte, später in der Formel 3 und der Formula Regional European Championship.
2024 wechselte er in den Sportwagensport und war dort schnell erfolgreich. Im Rahmen der European Le Mans Series 2024 gewann er auf einem Oreca 07 das 4-Stunden-Rennen von Barcelona und die Veranstaltung in Portimão. Im selben Jahr gab er sein Debüt beim 24-Stunden-Rennen von Le Mans, wo er 2025 mit dem 25. Rang seine zunächst beste Platzierung im Gesamtklassement erreichte.

## Statistik

### Le-Mans-Ergebnisse
| Jahr | Team               | Fahrzeug | Teamkollege     | Teamkollege     | Platzierung | Ausfallgrund |
| ---- | ------------------ | -------- | --------------- | --------------- | ----------- | ------------ |
| 2024 | Cool Racing        | Oreca 07 | Malthe Jakobsen | Ritomo Miyata   | Rang 26     |              |
| 2025 | Algarve Pro Racing | Oreca 07 | Matthias Kaiser | Théo Pourchaire | Rang 25     |              |

### Einzelergebnisse in der FIA-Langstrecken-Weltmeisterschaft
| Saison | Team               | Rennwagen | 1   | 2   | 3   | 4   | 5   | 6   | 7   | 8   |
| ------ | ------------------ | --------- | --- | --- | --- | --- | --- | --- | --- | --- |
| 2024   | Cool Racing        | Oreca 07  | KAT | IMO | SPA | LEM | SAO | AUS | FUJ | BAH |
| 2024   | Cool Racing        | Oreca 07  | 26  |     |     |     |     |     |     |     |
| 2025   | Algarve Pro Racing | Oreca 07  | KAT | IMO | SPA | LEM | SAO | AUS | FUJ | BAH |
| 2025   | Algarve Pro Racing | Oreca 07  | 25  |     |     |     |     |     |     |     |